# Alphonse Mouzon
Alphonse Mouzon (Charleston (South Carolina), 21 november 1948 – Northridge, San Fernando Valley, 25 december 2016) was een Amerikaans drummer, percussionist en acteur. Hij werd bekend als drummer van de jazzrock-formatie Weather Report.
Naast percussionist was hij ook voorzitter van het platenlabel Tenacious Records. Daarnaast componeerde, arrangeerde en produceerde hij ook voor andere artiesten. Eind jaren zestig, begin jaren zeventig werd Mouzon bekend in de muziekwereld.

## Loopbaan
Mouzon studeerde drama en muziek aan het City College in New York en medicijnen op Manhattan Medical School. Daarnaast volgde hij drumlessen bij Bobby Thomas, de drummer van Bill Taylor. Hij werd bekend bij het grote publiek na zijn optreden in de Broadway show "Promises, Promises". Vervolgens ging hij aan het werk met pianist McCoy Tyner en werd een vast lid van Weather Report.
Daarna tekende hij een contract als solo-artiest bij het Blue Note label in 1972.
Mouzon speelde ook samen met grote namen als Stevie Wonder, Eric Clapton, Jeff Beck, Carlos Santana, Patrick Moraz, Tommy Bolin, Larry Coryell, Chubby Checker en Robert Plant (Led Zeppelin).
Mouzon was vader van een dochter genaamd Emma Alexandra Mouzon. Hij overleed in 2016 op 68-jarige leeftijd aan de gevolgen van kanker. Hij werd begraven in Forest Lawn Memorial Park.
Bandleden: Joe Zawinul · Wayne Shorter · Jaco Pastorius · Peter Erskine

Miroslav Vitouš · Eric Gravatt · Alphonse Mouzon · Airto Moreira · Alex Acuña · Manolo Badrena · Dom Um Romão · Alphonso Johnson · Victor Bailey · Omar Hakim · José Rossy
Discografie: Weather Report (1971) · I Sing the Body Electric · Live in Tokyo · Sweetnighter · Mysterious Traveller · Tale Spinnin' · Black Market · Heavy Weather · Mr. Gone · 8:30 · Night Passage · Weather Report (1982) · Procession · Domino Theory · Sportin' Life · This Is This
- Bibsys: 5013563
- Biblioteca Nacional de España: XX1041958
- Bibliothèque nationale de France: cb13897769d (data)
- CiNii: DA16751137
- Gemeinsame Normdatei: 13446754X
- International Standard Name Identifier: 0000 0001 1450 1613
- Library of Congress Control Number: n91050279
- MusicBrainz: e03a1f26-23b5-43b9-bb7b-0f3314049abc
- Nationale Bibliotheek van Tsjechië: ola2002157932
- Nationale Bibliotheek van Israël: 987007325127105171
- Nederlandse Thesaurus van Auteursnamen: 070533172
- Réseau des bibliothèques de Suisse occidentale: 02-A003614848
- Système universitaire de documentation: 244321329
- Virtual International Authority File: 84970409
- WorldCat: E39PBJg8GV9b8b6G7bG9XPXDbd